# Леонора Фані
Леоно́ра Фа́ні (італ. Leonora Fani, справжнє ім'я — Елеоно́ра Крістофа́ні, італ. Eleonora Cristofani; 18 лютого 1954, Корнуда, Італія) — італійська кіноакторка й еротична фотомодель. Висхідна зірка італійського жанрового кінематографу 1970-х років, яку називають «Лолітою італійського кіно». Грала ролі молодих тендітних дівчат в еротичних стрічках: з успіхом виступала в «сексуальних комедіях по-італійськи», джалло та спагеті-хорорах. Як модель знімалася для багатьох еротичних журналів, серед яких французький Lui, італійський Playmen й американський Playboy.
Серед найвідоміших робіт Леонори Фані в кіно головні ролі в скандальному фільмі «Скотолозтво» (італ. Bestialità) одного з найзагадковіших режисерів Італії Пітера Скерла та історичній драмі «Нене» (італ. Nenè) відомого італійського режисера Сальваторе Сампері. Також Фані відома своїми ролями в італійських трилерах і джалло, зокрема: «Джалло у Венеції» (італ. Giallo a Venezia), «Пансіон страху» (італ. Pensione paura) та багатьох інших. На рахунку акторки трохи менше 30-и ролей у кіно та на телебаченні. У середині 1980-х років покинула кінематограф і відтоді про її долю майже нічого невідомо.

## Біографія

### Перші роки
Елеонора Крістофані народилася 18 лютого 1954 року в маленькому північноіталійському містечку Корнуда, що входить до складу провінції Тревізо регіону Венето (за іншими даними — у сусідньому містечку Крочетта-дель-Монтелло тієї ж провінції). У підлітковому віці Елеонора брала участь в італійському конкурсі краси Miss Teenager.
Невдовзі дівчина розпочала кар'єру в кіно. Перший досвід фільмування прийшов у 1973 році, коли їй було 19 років, в італійсько-американській кримінальній комедії «Поклади... Я тобі обличчя розіб'ю» (італ. Metti... che ti rompo il muso), де вона зіграла епізодичну роль ще під своїм справжнім ім'ям. Однак, провінційна венеційська дівчина замість того, щоб продовжити навчання, поїхала до Риму в прагненні визнання і там позувала оголеною для кількох еротичних журналів. Тоді ж, у листопаді 1973 року, журнал Playmen зробив її «дівчиною місяця» та розмістив фото на обкладинці під ім'ям «Елена Феррарі», нібито римської студентки. Попри використання псевдоніма, у рідному містечку Леонору впізнали. Її фото вивісили на вхідних дверях школи та на стінах батьківського будинку. Через цей скандал дівчина була змушена втекти та, залишивши Тревізо, остаточно оселитися в Римі. Після публікації в Playmen на Елеонору звернули увагу кінопродюсери. Пізніше в інтерв'ю французькому еротичному кіножурналу Eroscore вона розповідала:
У кіно я потрапила випадково, супроводжуючи одну з подруг до режисера, бо вона боялася йти сама. Цей режисер сказав мені, що якщо я хочу з ним працювати, він може запропонує мені роль... скажімо порнографічну. Тоді я позувала для великого італійського журналу [Playmen]. Коли вийшов журнал, зі мною зв'язалося агентство та запропонувало знятися у фільмі. Я хотіла спробувати цей новий досвід. Через два місяці я знялась у своєму першому фільмі. Після цього я хотіла кинути кіно, бо закохалася в хлопця. Потім мені запропонували іншу роль, і щоб її не втратити, я продовжила.
оригінальний текст (французька)
Je suis venue au cinéma par pur hasard, en accompagnant une de mes amies chez un metteur en scène parce qu'elle avait  peur d'y aller seule. Ce metteur en scène me dit que si je voulais travailler avec lui, il m'offrait un rôle, disons pornographique. Ensuite, j'ai posé pour un grand magazine italien. Quand le journal est paru, une agence m'a contactée et m'a proposé de tourner dans un film. J'avais envie de tenter cette nouvelle expérience. Deux mois après j'ai commencé mon premier film. A la suite de cela, j'ai voulu abandonner le cinéma parce que je suis tombée amoureuse d'un garçon. Puis on m'a proposé autre chose, et pour ne pas le perdre, j'ai continue.

— Леонора Фані про те як потрапила в кіно, 

### Початок кар'єри

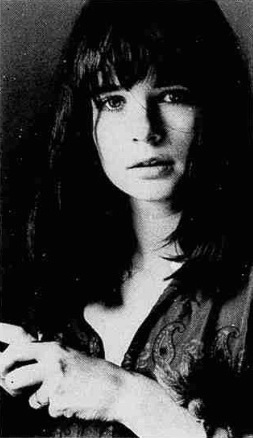
Газета La Stampa
(21 вересня 1974 року)

1974 року Елеонора отримала першу головну роль в еротичній драмі «Безсоромна» (італ. La svergognata) Джуліано Б'яджетті, де зіграла роль дівчини Орнелли Бернарді, що фліртує зі старшим від неї чоловіком. У титрах до цього фільму використовувався вже псевдонім «Леонора Фані». Стрічка не мала великого успіху в публіки, а кінокритик Роберто Поппі у своєму словнику італійських фільмів 1970-х років відзначив не надто вдалий дебют акторки.
Того ж року Фані зіграла в кількох комедіях: «Прислуга» (італ. Il domestico), а також у «Кохання моє, не роби мені боляче» (італ. Amore mio non farmi male) разом з відомими італійськими акторами Лучано Сальче, Вальтером К'ярі, Валентіною Кортезе й француженкою Машою Меріль. Успіх фільму призвів до появи двох сиквелів, в яких Фані також знялася: «Знову квітнуть троянди» (італ. Son tornate a fiorire le rose) 1975 року та «Заради любові до Чезаріни» (італ. Per amore di Cesarina) 1976 року. Однак, на відміну від першої частини, в центрі сюжету наступних фільмів були інші персонажі, тож роль Леонори в цих картинах була радше епізодичною.
Після кількох другорядних ролей в еротичних комедіях «Прислуга» та «Приватні уроки» (італ. Lezioni private) 1975 року Фані познайомилася з продюсером Дієго Спатано, завдяки якому її запросили на головну роль в еротичній лесбійській драмі «Гарячі вуста» (італ. Calde labbra) 1976 року разом з французькою порно і кіноакторкою Клодін Беккарі. Фільм створили у двох версіях (70-хвилинній «жорсткій» та 86-хвилинній «м'якій»), що пов'язано з легалізацією порнографії та спробою італійських кінокомпаній охопити додаткову аудиторію. Оригінальна, довга, версія фільму вважається легкою еротикою, однак вона перероблена 1985 року для випуску на VHS під назвою Burning Lips з використанням жорстких вставок і сміливою лесбійською сценою. Остання була знята під час сексу між Фані та Беккарі. Як згадував пізніше режисер Демофіло Фідані, він просто дозволив не зупиняти знімання постільної сцени.
У 1975 році завдяки спільному французько-італійському виробництву фільму «Агресія» (італ. Appuntamento con l'assassino; фр. L'Agression) Леонора Фані стала відомою у Франції. На знімальному майданчику цієї драми вона познайомилася з метрами французького кіно: Жаном-Луї Трентіньяном, Катрін Денев і Клодом Брассером. У Франції Фані знялась в еротичній фотосесії місцевого чоловічого часопису Lui та з'явилася на обкладинці французького кіножурналу, присвяченому еротиці в кіно, Eroscore. Вони писали схвальні відгуки про акторку, зокрема про те, що Фані — це майбутня зірка італійського кіно чи те, що «1976 рік — буде роком Леонори». За даними журналу Lui, вона зацікавила видатного італійського кінопродюсера Карло Понті, який показав її канадському режисеру Денісу Еру. Так акторка знялась 1976 року в ще одному міжнародному фільмі, «Народжений для пекла» (англ. Born for Hell). Трилер про ветерана війни у В'єтнамі було знято за мотивом історії про американського масового вбивцю Річарда Спека, що вбив у 1966 році вісім студенток-медсестр, одну з яких зіграла Фані (за сюжетом ім'я персонажа змінили на Дженні).

### Скандал довкола фільмуBestialità

Фані в образі Жанін та пес по кличці Сатана

Того ж, 1976 року, акторка зіграла в еротичній драмі «Скотолозтво» (італ. Bestialità), яка вплинула на всю подальшу кар'єру. Фільм зняв режисер Пітер Скерл, який вважається одним з найзагадковіших італійських кінематографістів. Крім Леонори Фані головні ролі в стрічці виконали французькі актори Філіп Марш і Жульєт Майнієль, а серед виконавців другорядних ролей: видатний італійський актор Енріко Марія Салерно, швейцарець Пауль Мюллер й Ілона Шталлер, що знаніша як порноакторка під сценічним ім'ям «Чиччоліна». Досі ведуться суперечки щодо того, хто справді був режисером. Крім, власне, Пітера Скерла режисування приписують монтажеру Вергіліо Маттеї, асистентці режисера Джуліані Ґамбі чи Луїджі Монтефіорі (він же Джордж Істмен), що виступив сценаристом стрічки. Ряд сучасних кінокритиків, зокрема Роберто Курті, вважають, що «Пітер Скерл» — це не сценічне ім'я, а реальна людина й саме він зняв кінокартину, але в титрах записали Маттеї, бо Скерл на той час не мав жодного громадянства.
За сюжетом Фані грала дівчину, на ім'я Жанін, що в дитинстві мимоволі стала свідком девіантних сексуальних стосунків її матері з собакою. Дізнавшись про це, батько спалив сімейну віллу, а Жанін, травмована цими подіями, продовжила жити зі звіром після втечі з психіатричної лікарні. Через кілька років на острів, де жила героїня приплила пара, що переживає подружню кризу. Познайомившись, між ними та дівчиною зав'язуються стосунки, тож пес, ревнуючи свою хазяйку й одночасно «коханку», загризає її на смерть.
Використання в 1976 році таких табуйованих тем у кіно, як зоофілія, стосунки втрьох, секс між людьми з великою різницею у віці не могло не викликати суспільного скандалу. Попри отримання дозволу від цензури на показ фільму з рейтингом V.M.18 (з італ. vietato ai minori di 18 anni — заборонено молодше 18 років), судді Больцано відкликали стрічку й наказали вирізати частину відзнятого матеріалу, а наступного місяця генеральний прокурор Абруццо зажадав вилучити фільм з усіх кінотеатрів Італії, вважаючи дії колег занадто м'якими. Ба більше, суддя засудив акторку Франку Стоппі (зіграла мати Жанін) за «аморальний вчинок», попри те, що сцени зоофілії були явно вигаданими. Цензурні ініціативи прокурора не завадили фільму отримати комерційний успіх, але більше режисер не зняв жодного фільму.

### Подальша кар'єра
Найвідомішою була роль дівчинки Нене в однойменній драмі 1977 року відомого італійського режисера, одного з батьків «кіно контестації», Сальваторе Сампері. Попри схвальні відгуки кінокритиків, публіка сприйняла стрічку прохолодно, тож Фані не набула популярності. Ще однією важливою роллю в кар'єрі Елеонори стала Роза у психологічній драмі «Пансіон страху» (італ. Pensione paura) 1978 року режисера Франческо Баріллі. У цей період вона знялася оголеною як для еротичного журналу Playmen та італійського видання Playboy. І публіка, і критики сходились на думці, що кар'єра Леонори знаходилася, на той час, на переломному етапі, і що вона могла стати «зірковою» акторкою. Натомість Фані не отримала жодної серйозної ролі в популярних касових фільмах протягом майже двох наступних років.
1979 року на екрани вийшла малоуспішна еротична драма Енцо Дж. Кастелларі, Sensività від якої навіть сам режисер пізніше відмовився, заявивши, що це була просто «технічна» робота і відпочинок з сім'єю в Іспанії. У 1980-х роках, за допомогою режисера Альфонсо Брешіа цей фільм частково перезняла компанія, якій належали авторські права. Однак, замість нових сцен з Леонорою Фані до знімання долучили дублера, а деякі оригінальні сцени Кастелларі вирізали. Усупереч бажанню кінокомпанії додати фільму елементи американського слешера, успіху нова стрічка, все одно, не мала.
У 1980 році акторка з'явилася разом з іншою зіркою італійської еротики, Марісою Мелл, у фільмі «Гріхи у Венеції» (італ. Peccati a Venezia). Разом вони знову грали того ж року в німецько-італійському фільмі «Температура до 40!» (італ. Febbre a 40!). Того ж року їй випала головна роль у спільному, італійсько-японському, фільмі «Едемський сад» (італ. Eden no sono, яп. エデンの園) Ясудзо Масумура, який мав би затьмарити «Імперію почуттів» Наґіси Осіми 1976 року, поєднуючи в сюжеті «Ромео і Джульєтту» з оригінальною «Блакитною лагуною» Рендала Клейзера. Ідеалізована історія про двох молодих людей, які, подібно Адаму та Єві, живуть голими на безлюдному пляжі, так і не вийшла на італійські великі екрани.
І хоч Леонора після скандалу зі «Скотолозтвом» деякий час продовжувала зніматися в кіно, жодна з цих стрічок не мала великого успіху. Так у фільмі 1981 року «Хабібі, кохання моє» (італ. Habibi, amor mio) партнерами на знімальному майданчику Леонори стали Франко Фабріці й Ліллі Караті, але фільм показали лише в шести іспанських кінотеатрах, а на батьківщині, в Італії, його навіть не випустили в прокат. Останній повнометражний фільм за участю Фані, «Захисти мене від ночі» (італ. Difendimi dalla notte) 1982 року так і не вийшов на великі екрани. Леонора знялася в більш ніж 20-и повнометражних кінофільмах, і лише в останні роки взяла участь у фільмуванні кількох телевізійних мінісеріалів і однієї короткометражної стрічки. Зокрема в комедії «Целулоїдні хлопці» (італ. I ragazzi di celluloide) та еротичному мінісеріалі «Від мого гарячого духу» (італ. Dei miei bollenti spiriti), де зіграла з тією самою Франкою Стоппі, яку засудили після «Скотолозтва» і з якою Фані відтоді подружилася.
На початку 1980-х Леонора Фані завершила кар'єру акторки, повністю покинула кіноіндустрію і почала жити інкогніто. Єдині відомості відтоді походять від сестри акторки, Джозеппіни. За її словами, в Елеонори нове життя й вона займається підприємництвом.

## Амплуа
Леонора Фані мала успішну кар'єру в італійських фільмах категорії «B», особливо в еротичному жанрі. Вона грала, як типові комедійні «пікантні» ролі, так і молодих дівчат з сексуальною одержимістю, перверсіями, або ж підлітків, що потрапили в еротичну історію з елементами горору чи стали жертвами сексуального насилля. На відміну від багатьох інших зірок «сексуальних комедій по-італійськи» вона не зачаровувала чоловіків величезними грудьми чи стегнами, а навпаки — німфетичною тендітністю. Більша частина кар'єри акторки продовжувалася поки їй було від 20-и до 30-и років (впродовж 1973—1986 років), однак завдяки своїй зовнішності вона завжди виглядала як дівчинка-підліток.
Архетипом амплуа Фані була набоковська «Лоліта», деякі кінокритики, навіть, називають її «Лолітою італійського кіно». Дебютом акторки у кіно, хоч і не надто вдалим, стала еротична драма «Безсоромна» (італ. La svergognata) режисера Джуліано Б'яджетті. Фільм, майже повністю знятий на острові Іскія в Тірренському морі, оповідає історію Фабіо Лоренці (у виконанні французького актора Філіпа Леруа), письменника в розпалі творчої кризи розчарованого своїм шлюбом з Сильвією (її зіграла Барбара Буше). Фані довірили роль Орнелли Бернарді, вісімнадцятирічної міланської доньки промисловця, яка буквально зачаровує вже не молодого чоловіка подібно до того, як Лоліта зачарувала Гумберта Гумберта. Класична проблема відносин між молодою жінкою та зрілим чоловіком стали однією головних в кар'єрі акторки.

### Типажі жертв
Німфофілічний образ героїнь, яких грала Леонора Фані, супроводжував її впродовж майже усієї кар'єри й часто він поєднувався з типажем жертви. Зокрема, у кримінальних стрічках: французько-італійському фільмі «Агресія» (італ. Appuntamento con l'assassino; фр. L'Agression) 1975 року, «Народжений для пекла» (англ. Born for Hell) 1976 року, «Джалло у Венеції» (італ. Giallo a Venezia) 1979 року та інших. У фільмі «Нене» 1977 року, дядько головної героїні у виконанні Фані, заставши під час сексу з молодим мулатом Роді, щосили б'є її не тільки в якості «освітнього пороття», а й сублімуючи свій сексуальний потяг.
Експлуатація зовнішності Фані, як акторки, що грає жертв сексуального насилля яскраво показана у психологічній драмі «Пансіон страху» (італ. Pensione paura) 1978 року (режисер Франческо Баріллі). Сюжет зосереджено на головній героїні Розі (у виконанні Леонори), що перебуває на межі психічного зриву. Роза — донька померлої власниці готелю, населеного огидними вульгарними гостями, персонажами, схожими на привидів, біженцями з апокаліптичного світу під час Другої світової війни. Ніби в абсурдній виставі, вони чекають на Смерть, що ніяк не приходить і загрожують Розі, намагаючись втягнути її в оргію. Вони висмоктують її молодість і волю до життя, відчайдушно прагнучи продовжити своє «недоіснування», ніби статевий акт — це єдине, що робить їх живими. Врешті це призводить до того, що одна з гостей готелю, багата дама, заманює героїню Фані до себе в номер, у гротескній спробі доставити трохи задоволення своєму коханцю, й він ґвалтує дівчину. З іншої сторони в «Пансіоні страху» присутній інцестуальний підтекст через ідеалізацію й обожнювання головною героїнею образу свого відсутнього батька, що воює на фронті. Це підкреслюється наприкінці стрічки, коли Розу рятує таємничий незнайомець, якого вона спочатку вважає батьком і вже незабаром вони пристрасно цілуються.

### Типажі в сюжетах про підліткову сексуальність

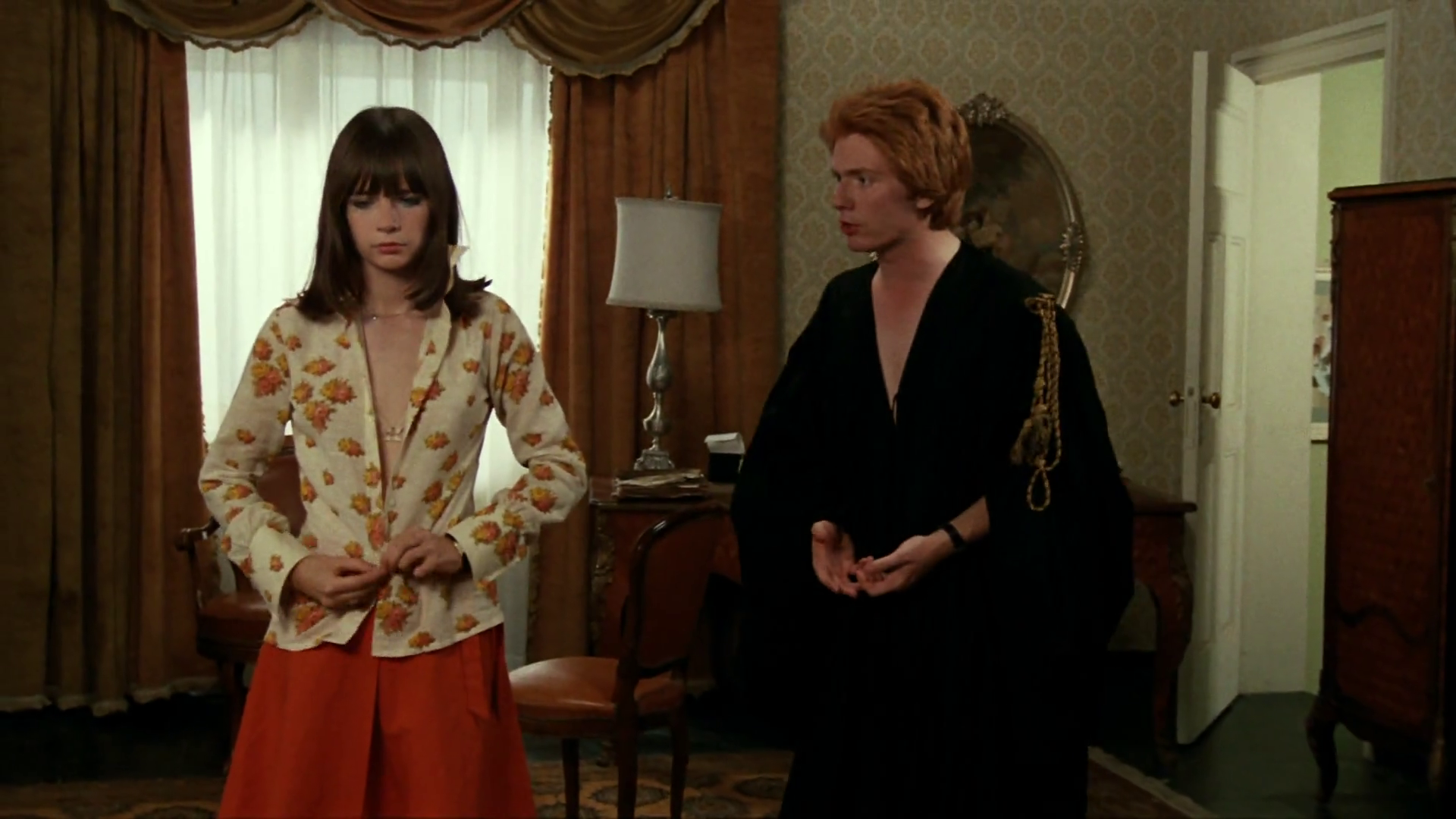
Кінофільм Кохання моє, не роби мені боляче, 1974 рік, режисер Вітторіо Сіндоні. Леонора Фані та Роберто Шевальє

Одна з перших комерційно успішних кінострічок, в яких зіграла Фані, була комедія режисера Вітторіо Сіндоні «Кохання моє, не роби мені боляче» (італ. Amore mio non farmi male) 1974 року. Критики відзначили не тільки гарно поставлену режисуру й легкість іронічної комедії, а й підняття серйозної теми для консервативного італійського суспільства — підліткової сексуальності.
За сюжетом, Анна Де Сімоне, яку грає Леонора Фані, та її хлопець Марчелло Фоскіні (його зіграв Роберто Шевальє) — закохані старшокласники, що бажають «вийти за межі платонічного кохання». Їхнім спробам вперше зайнятися сексом раз у раз перешкоджають якісь комічні події, настільки, що, в Марчелло, з'являється психічний комплекс і страх імпотенції. Ситуацію погіршують також батьки: сім'ю Де Сімоне — грають Вальтер К'ярі та французька акторка Маша Меріль, а сім'ю Фоскіні — Лучано Сальче та Валентіна Кортезе. В той час, як батько-пілот Анни у виконанні К'ярі, ревнує свою доньку, її мати у виконанні Меріль показує приклад мудрості, яка надихає та направляє персонажів впродовж фільму.

Кінофільм «Нене», 1977 рік, режисер Сальваторе Сампері. Леонора Фані й Альберто Кансемі

Однією з найвпізнаваніших появ Леонори Фані в кіно вважається роль у фільмі «Нене». Стрічку зняв відомийм лівий італійський режисер, один з батьків італійського «бунтарського кіно», Сальваторе Сампері за мотивами однойменного роману італійського журналіста та письменника Чезаре Ланца. У середині 1970-х років в Італії сприйняття підліткової сексуальності та інтимних стосунків за участю неповнолітніх відрізнялося від сучасного й ставало основою тем для багатьох фільмів, зокрема: «Я буду їй батьком», «Розпусне дитинство», «Аморальність». Сюжети сімейних еротичних комедій Сампері більше стосувалися едипічних стосунків між хлопцями та старшими жінками («Серце матері» 1969 року, «Підступність» 1973 року). На відміну від них еротика в «Нене» абстрактніша.
Сюжет оповідає про сім'ю 8-річного хлопчика, на ім'я Ю. Підглядаючи за своїми батьками (яких зіграли Паола Сенаторе та Тіно Ширінці), що практикують ночами садомазохізм, Ю починає цікавитися сексом. Фані грає осиротілу 15-річну кузину Ю, на ім'я Нене, яку прихистила його сім'я. На відміну від оригінального твору Ланца, у фільмі Сампері зменшив кількість еротичних сцен, закцентувавши увагу на драматизмі та політичній лінії сюжету, пов'язаній з виборами 1948 року в повоєнній Італії. На думку кінокритика Давіде Пулічі, якщо сексуальна цензура й торкнулася фільму, то лише кількох сцен з оголенням Фані, фото з яких потрапило на сторінки журналу Playmen від червня 1977 року, де публікувалася стаття, присвячена кінокартині. У фільмі показано перший сексуальний досвід від імені Ю (його грає Свен Вальсеккі): перші знання про мастурбацію, про яку він дізнається від своєї кузини Нене (Фані), першу феляцію, котру вона йому робить, перше розчарування в «дорослому житті» через закоханість Нене в іншого хлопця. Як писав кінокритик Джованні Грацціні, «усі розчаровані в цьому фільмі»: хтось в результатах виборів, хтось в похмурому й нудному шлюбі, хтось у своєму чоловікові, хтось в першому коханні. І хоч «Нене» не вважається надто відвертим фільмом, в ньому все ж присутня еротична сцена між Фані та Альберто Кансемі, що грає її хлопця.
Тою чи іншою мірою тема підліткової сексуальності підіймалася в багатьох інших фільмах за участю Фані. Персонажі акторки завжди виступали в образі молодих дівчат, що лише починають жити статевим життям. Серед таких ролей можна виділити: еротичну комедію «Приватні уроки» (італ. Lezioni private) 1975 року, еротичну драму Sensività 1979 року, мелодраму «Едемський сад» (італ. Eden no sono, яп. エデンの園) 1980 року тощо.

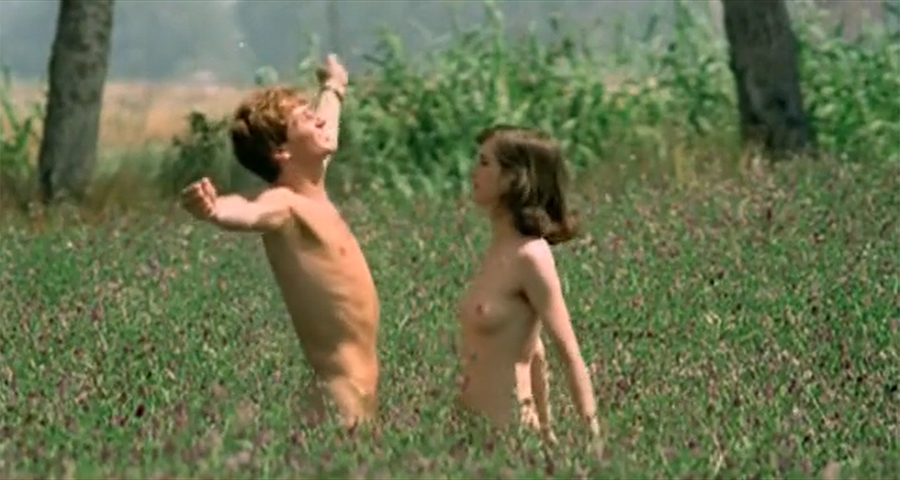
Фані та Розаліно Челламаре[it]. К/ф «Приватні уроки»[it], 1975 рік
Фані та Франческо Імпечіаті. К/ф «Пансіон страху», 1978 рік
Фані та Вольфанго Солдаті. К/ф Sensività, 1979 рік
Фані та Ронні Валенте. К/ф «Едемський сад», 1980 рік

### Типажі в сюжетах лесбійської тематики

Кінофільм «Гарячі вуста», 1976 рік, режисер Демофіло Фідані. Постільна сцена. Леонора Фані (ліворуч) та Клодін Беккарі

Окрім традиційної, гетеросексуальної, еротики Леонора також грала персонажів в лесбійських сюжетах. Зокрема у фільмі «Гарячі вуста» (італ. Calde labbra) 1976 року режисера Демофіло Фідані. Як і в багатьох попередніх кінокартинах, Фані зіграла дівчинку-підлітка, Франческу. У дитинстві дівчина застає своїх батьків під час сексу, через що, подорослішавши, відчуває відразу до чоловіків. Партнерками Леонори на знімальному майданчику стали Софія Діонісіо (зіграла Моніку, подругу Франчески) та французька акторка Клодін Беккарі (зіграла гувернантку Лізу Брайль з якою мати залишає Франческу). У фільмі закладено сапфічний сюжет кохання двох жінок. У той час, як Моніка спокійно живе у стосунках зі своїм хлопцем, для Франчески та Лізи чоловік розглядається як джерело болю та насильства, якого вони зазнали впродовж свого життя. Лесбійство сприймається як єдине можливе рішення для задоволення сексуального та романтичного бажань. Стиль і розповідь є вишуканішими, ніж в попередніх еротичних фільмах Фідані, і в них присутній декаданське поєднання опису лесбійських стосунків, змішаного із психічними травмами та натяками з однієї сторони та соціальний протест з іншої. У фільмі поєднано два амплуа «юної» Фані та «зрілої» Беккарі, двох красунь, що репрезентують ефебічну тендітність особистостей на противагу пухкому та засмаглому тілу Софії Діонісіо. Усі три акторки взяли участь у сексплуатаційних сценах з повним оголенням, у тому числі: постільна сцена Фані та Беккарі в романтичній грі світла й тіні, сцена миття у ванній Фані та Діонісіо, а також інші сцени.

Кінофільм Sensività, 1979 рік, режисер Енцо Дж. Кастелларі. Кульмінаційна сцена. Леонора Фані (ліворуч) та Патрісія Адріані

Тема лесбійства мала місце й у фільмі Sensività. Існує дві версії фільму: одна знята режисером Енцо Дж. Кастелларі у 1979 році за безпосередньої участі Леонори Фані, а інша — перемонтована Альфонсо Брешіа у 1980-х роках, де замість Фані було запрошено дублера. За сюжетом молода жінка Ліліан (Фані) повернулася до рідного міста після смерті матері. Це історія про Ліліан і Ліліт (останню зіграла іспанська акторка Патрісія Адріані), двох сестер, які отримали від своєї матері-відьми таємничий «подарунок», завдяки якому вони одночасно, насолоджуючись оргазмом, вмирають і воскресають.
Героїня Фані, Ліліан — своєрідна самиця богомола, що вбиває самця у варіації теми vagina dentata («зубастої вагіни»). Суть фільму зосереджена на темі дуалізму двох головних героїнь: тоді як Ліліан є цивілізованою та розкутою, Ліліт уособлює звірячість і примітивність. Вони взаємодоповнюють одна одну до точки обміну оргазмами, та їхнє остаточне зіткнення призводить до сапфічних обіймів, що закінчуються возз'єднанням, зокрема фізичним.
Оригінальну Sensività Кастелларі було зроблено з особливою увагою до еротичних сцен, які час від часу були дуже яскравими, хоча режисер не часто знімав еротичне кіно. Драматичною й еротичною кульмінацією фільму стала сцена боротьби двох сестер, Ліліан і Ліліт, яку так само була докорінно змінив Брешіа. За нею, після того, як дівчата побили одна одну до смерті, героїня Адріані зомліває від удару дерев'яним пентаклем відьми. Потім героїня Фані підіймає руки, щоб завдати останнього удару, вона на мить вагається, після чого відбувається вибух каністри з бензином, який вбиває її у вогні разом із Ліліт. В оригінальній версії фільму боротьба дівчат продовжується сценою сексу між ними: Ліліан підіймає дерев'яний пентакль, готова завдати останній удар, але змінює думку і розбиває об'єкт об дерево, отримуючи вигнутий уламок пентаграми. Сидячи на Ліліт, зриває з неї білизну проникає в неї предметом, використовуючи його як фалос. Закінчується сцена пристрасним коханням жінок з використанням уламка від пентакля в якості подвійного фалоса, поки врешті-решт оргазм обох героїнь не досягає найвищої точки, в якій стається катарсичний вибух каністри.

## Фільмографія
Під час своєї кінокар'єри Леонора Фані зіграла багато головних жіночих ролей. Серед партнерів по знімальному майданчику Леонори були зірки італійського кіно 1970-х років: Фемі Бенуссі, Ландо Буццанка, Ліллі Караті, Валентіна Кортезе, Маріса Мелл, Лучано Сальче, Жак Серна, Уго Тоньяцці, Франко Фабріці, Ілона Шталлер тощо. Окрім того, з Елеонорою грали й зірки французького кіно: Клод Брассер, Катрін Денев, Філіп Леруа, Жульєт Майнієль, Маша Меріль, Моріс Роне, Жан-Луї Трентіньян.
Серед режисерів, у фільмах яких грала Фані, можна відзначити: Жерара Піреса («Агресія»), Демофіло Фідані («Гарячі вуста»), Сальваторе Сампері («Нене»), Франческо Баріллі («Пансіон страху»), Енцо Дж. Кастелларі (Sensività), Ясудзо Масумуру («Едемський сад»), Тано Чімарозу («Люди слова») тощо.
Список ролей акторки
| Рік       |    | Українська назва                    | Оригінальна назва                                                 | Роль                                        |
| --------- | -- | ----------------------------------- | ----------------------------------------------------------------- | ------------------------------------------- |
| 1973      | ф  | Поклади... Я тобі обличчя розіб'ю   | Metti… che ti rompo il muso                                       | у титрах: «Елеонора Крістофані»             |
| 1974      | ф  | Безсоромна                          | La svergognata                                                    | Орнелла Бернарді (італ. Ornella Bernardi)   |
| 1974      | ф  | Прислуга                            | Il domestico                                                      | Мартіна Перігатті (італ. Martina Perigatti) |
| 1974      | ф  | Кохання моє, не роби мені боляче    | Amore mio non farmi male                                          | Анна Де Сімоне (італ. Anna De Simone)       |
| 1975      | ф  | Агресія                             | Appuntamento con l'assassino (фр. L'Agression)                    | Джозі (італ. Josy)                          |
| 1975      | ф  | Знову квітнуть троянди              | Son tornate a fiorire le rose                                     | Анна Де Сімоне (італ. Anna De Simone)       |
| 1975      | ф  | Приватні уроки                      | Lezioni private                                                   | Емануела Фінці (італ. Emanuela Finzi)       |
| 1975      | ф  | Нікому не рухатись! Це пограбування | Fermi tutti! È una rapina                                         | у титрах роль не вказана                    |
| 1976      | ф  | Народжений для пекла                | Born for Hell (нім. Die Hinrichtung) (англ. Naked Massacre)       | Дженні (італ. Jenny)                        |
| 1976      | ф  | Навіщо ви себе вбиваєте?            | Perché si uccidono (фр. La merde)                                 | у титрах роль не вказана                    |
| 1976      | ф  | Гарячі вуста                        | Calde labbra                                                      | Франческа (італ. Francesca)                 |
| 1976      | ф  | Заради любові до Чезаріни           | Per amore di Cesarina                                             | у титрах: «акторка»                         |
| 1976      | ф  | Скотолозтво                         | Bestialità                                                        | Жанін (італ. Jeanine)                       |
| 1976      | ф  | Останній раунд                      | Il conto è chiuso                                                 | Ніна (італ. Nina)                           |
| 1977      | ф  | Нене                                | Nenè                                                              | Нене (італ. Nenè)                           |
| 1978      | ф  | Пансіон страху                      | Pensione paura                                                    | Роза (італ. Rosa)                           |
| 1979      | ф  | Sensività                           | Sensività (ісп. Diabla)                                           | Ліліан (італ. Lilian)                       |
| 1979      | ф  | Джалло у Венеції                    | Giallo a Venezia                                                  | Флавія (італ. Flavia)                       |
| 1980      | ф  | Едемський сад                       | Eden no sono (яп. エデンの園)                                     | Алессандра (італ. Alessandra)               |
| 1980      | ф  | Шампанське... і квасоля             | Champagne… e fagioli                                              | Ара (італ. Ara)                             |
| 1980      | ф  | Гріхи у Венеції                     | Peccati a Venezia                                                 | Франка Фачченда (італ. Franca Faccenda)     |
| 1980      | ф  | Температура до 40!                  | Febbre a 40! (нім. Happy Birthday, Harry! - Ein süßes Früchtchen) | Сенді Темпл (італ. Sandy Temple)            |
| 1981      | ф  | Хабібі, кохання моє                 | Habibi, amor mío                                                  | у титрах роль не вказана                    |
| 1981—1981 | с  | Від мого гарячого духу              | Dei miei bollenti spiriti                                         | серії 1-3. Іва (італ. Iva)                  |
| 1981      | ф  | Люди слова                          | Uomini di parola                                                  | Ассунта (італ. Assunta)                     |
| 1982      | ф  | Захисти мене від ночі               | Difendimi dalla notte                                             | Мікела (італ. Michela)                      |
| 1984—1984 | с  | Целулоїдні хлопці                   | I ragazzi di celluloide                                           | серії 2-3. Граціелла (італ. Graziella)      |
| 1986      | кф | З ліфта                             | Dall'ascensore                                                    | у титрах роль не вказана                    |

## Фотомодель
Еротичні фото Леонори Фані з'являлися в американській версії журналу Playboy (травень 1979 року, № 26, вип. 5, стор. 167, «Foreign Sex Stars», фотограф Брюс Вільямсон). Також кілька разів в італійському еротичному журналі Playmen (січень 1978 року, жовтень 1977 року), французькому чоловічому часописі Lui (квітень 1976 року) тощо.
Фані з'явилася на обкладинках журналів:
- Playmen: червень 1977 року, № 6[6]; квітень 1974 року, № 4;[9] листопад 1973 року, № 11[42][7].
- Eroscore, 1976, № 140;[10]
- L'Espresso[it], червень 1981 року, № 23[43] та інших.